# Gangapur City
Gangapur City är en stad i delstaten Rajasthan i Indien, och tillhör distriktet Sawai Madhopur. Folkmängden uppgick till 119 090 invånare vid folkräkningen 2011, med förorter 130 061 invånare.